# 村井慎二
村井 慎二（むらい しんじ、1979年12月1日 - ）は、千葉県千葉市稲毛区出身の元サッカー選手、サッカー指導者。ポジションは主にミッドフィールダー。

## 来歴
ジェフユナイテッド市原のジュニアユース、ユースチームを経て1998年にトップチームに昇格。中々、芽が出なかったが2000年に就任したズデンコ・ベルデニックに見出され、翌2001年からは左サイドに定着した。2001年から2003年までの崔龍洙とのホットラインがジェフユナイテッド市原の得点源のひとつであった。
高い実力と共に、2005年からホームゲームを行う千葉市出身の選手という事でジェフユナイテッド市原では非常に人気の高い選手であったが、ジェフユナイテッド市原がジェフユナイテッド市原・千葉に名称を変更し、出身地の「千葉」の名称が入る直前に、当時ジュビロ磐田の監督に就任した山本昌邦のオファーを受け、茶野隆行と共に磐田に移籍した。
磐田ではジェフ時代よりも守備が要求され、また連携がなかなかうまくいかない中、前田遼一とのコンビを比較的早く成立させ、彼の得点を何度もアシストしている。そして2005年の東アジア選手権では、日本代表に初招集された。
ドイツワールドカップに向けた日本代表における左サイド三都主アレサンドロの控えの座を巡り、中田浩二、三浦淳宏、駒野友一と激しいポジション争いを繰り広げる。2006年5月9日のブルガリア戦では、三都主の疲労を考慮し、先発出場したが、試合中に負傷退場する。翌日の診断結果は左ひざ前十字じん帯断裂で全治半年から1年と診断された。これにより5月15日のワールドカップメンバー決定を目前にしての離脱・落選を余儀なくされたほか、同年は残りをリハビリに費やすことになってしまった。幸いにして順調に回復、2007年シーズンの開幕に間に合った。
2009年11月25日チームの若返りや経営不振が影響となり、ジェフ時代からの同僚で磐田でも05年から共に5年間在籍した茶野隆行とともに磐田から戦力外を受ける。
2010年1月7日、過去に7年間在籍した古巣の千葉に5年ぶりに復帰したが、2011シーズン終了後に戦力外通告を受けた。2011年12月13日にJリーグ合同トライアウトに参加。2012年より、大分トリニータに完全移籍した。移籍後は3トップの一角としても起用されている。2013年11月28日、契約満了による退団が発表された。
2014年、千葉県社会人サッカーリーグ3部のコラソン千葉の選手兼任監督に就任した。コラソン千葉下部組織のコーチと千葉経済大学のアドバイザーも兼任する。
2015年3月、現役引退と城西国際大学サッカー部コーチ就任が発表された。

## エピソード
- 代表戦での負傷後、千羽鶴を送ってきたファンに自ら対応したり、インタビューなどでのストイックな発言など真面目で誠実な性格を見せる反面、時には予想も出来ないようなとぼけた返答をする天然ボケの一面を持つ。
- 2005年、ジュビロ磐田移籍後初めてのジェフホームゲーム[5](第30節 2005年11月12日 フクダ電子アリーナ)では、ボールを持つ度にジェフサポーターから激しいブーイングを浴びたが、自らの2アシストで引き分ける。ジェフ側へ深深と一礼してグラウンドを去っていった。

## 所属クラブ
ユース経歴
- 1986年 - 1988年 山形市立第五小学校
- 1989年 - 1991年 千葉市立宮野木小学校
- 1992年 - 1994年 ジェフユナイテッド市原ジュニアユース
- 1995年 - 1997年 ジェフユナイテッド市原ユース (千葉県立幕張総合高等学校)

プロ経歴
- 1998年 - 2004年 ジェフユナイテッド市原
- 2005年 - 2009年 ジュビロ磐田
- 2010年 - 2011年 ジェフユナイテッド市原・千葉
- 2012年 - 2013年 大分トリニータ
- 2014年 コラソン千葉（選手兼任監督）

## 個人成績
| 国内大会個人成績 | 国内大会個人成績 | 国内大会個人成績 | 国内大会個人成績 | 国内大会個人成績                       | 国内大会個人成績 | 国内大会個人成績 | 国内大会個人成績 | 国内大会個人成績 | 国内大会個人成績 | 国内大会個人成績 | 国内大会個人成績 |
| 年度             | クラブ           | 背番号           | リーグ           | リーグ戦                               | リーグ戦         | リーグ杯         | リーグ杯         | オープン杯       | オープン杯       | 期間通算         | 期間通算         |
| 年度             | クラブ           | 背番号           | リーグ           | 出場                                   | 得点             | 出場             | 得点             | 出場             | 得点             | 出場             | 得点             |
| 日本             | 日本             | 日本             | 日本             | リーグ戦                               | リーグ戦         | リーグ杯         | リーグ杯         | 天皇杯           | 天皇杯           | 期間通算         | 期間通算         |
| ---------------- | ---------------- | ---------------- | ---------------- | -------------------------------------- | ---------------- | ---------------- | ---------------- | ---------------- | ---------------- | ---------------- | ---------------- |
| 1998             | 市原             | 28               | J                | 4                                      | 1                | 0                | 0                | 0                | 0                | 4                | 1                |
| 1999             | 市原             | 19               | J1               | 1                                      | 0                | 2                | 0                | 0                | 0                | 3                | 0                |
| 2000             | 市原             | 19               | J1               | 2                                      | 0                | 2                | 0                | 0                | 0                | 4                | 0                |
| 2001             | 市原             | 19               | J1               | 25                                     | 1                | 5                | 0                | 3                | 0                | 33               | 1                |
| 2002             | 市原             | 19               | J1               | 26                                     | 2                | 5                | 2                | 0                | 0                | 31               | 4                |
| 2003             | 市原             | 19               | J1               | 29                                     | 2                | 3                | 0                | 3                | 3                | 35               | 5                |
| 2004             | 市原             | 11               | J1               | 29                                     | 1                | 5                | 0                | 1                | 0                | 35               | 1                |
| 2005             | 磐田             | 14               | J1               | 30                                     | 0                | 1                | 0                | 3                | 0                | 34               | 0                |
| 2006             | 磐田             | 14               | J1               | 11                                     | 1                | 2                | 1                | 0                | 0                | 13               | 2                |
| 2007             | 磐田             | 14               | J1               | 23                                     | 2                | 5                | 0                | 0                | 0                | 28               | 2                |
| 2008             | 磐田             | 14               | J1               | 24                                     | 0                | 2                | 0                | 0                | 0                | 26               | 0                |
| 2009             | 磐田             | 14               | J1               | 24                                     | 1                | 4                | 0                | 1                | 0                | 29               | 1                |
| 2010             | 千葉             | 19               | J2               | 4                                      | 1                | -                | -                | 2                | 0                | 6                | 1                |
| 2011             | 千葉             | 19               | J2               | 18                                     | 2                | -                | -                | 2                | 0                | 20               | 2                |
| 2012             | 大分             | 11               | J2               | 37                                     | 5                | -                | -                | 0                | 0                | 37               | 5                |
| 2013             | 大分             | 11               | J1               | 7                                      | 0                | 3                | 0                | 0                | 0                | 10               | 0                |
| 2014             | C千葉            | 11               | 千葉県3部        |                                        |                  | -                | -                |                  |                  |                  |                  |
| 通算             | 日本             | 日本             | J1               | 235                                    | 11               | 39               | 3                | 11               | 3                | 285              | 17               |
| 通算             | 日本             | 日本             | J2               | 59                                     | 8                | -                | -                | 4                | 0                | 63               | 8                |
| 通算             | 日本             | 日本             | 千葉県3部        | \|\|\|\|colspan="2"\|-\|\|\|\|\|\|\|\| |                  |                  |                  |                  |                  |                  |                  |
| 総通算           | 総通算           | 総通算           | 総通算           | 294                                    | 19               | 39               | 3                | 15               | 3                | 348              | 25               |

その他の公式戦
- 1998年
  - J1参入決定戦 1試合0得点
- 2008年
  - J1・J2入れ替え戦 2試合0得点
- 2012年
  - J1昇格プレーオフ 2試合0得点

| 国際大会個人成績 | 国際大会個人成績 | 国際大会個人成績 | 国際大会個人成績 | 国際大会個人成績 |
| 年度             | クラブ           | 背番号           | 出場             | 得点             |
| AFC              | AFC              | AFC              | ACL              | ACL              |
| ---------------- | ---------------- | ---------------- | ---------------- | ---------------- |
| 2005             | 磐田             | 14               | 4                | 0                |
| 通算             | AFC              | AFC              | 4                | 0                |

- 1998年10月31日 - プロデビュー(Jリーグ) - サンフレッチェ広島戦(市原臨海競技場)
- 1998年11月3日 - プロ初ゴール(Jリーグ) - アビスパ福岡戦(博多の森球技場)

## 代表歴
- 2005年8月6日 - A代表初出場 (東アジア選手権) - 中国戦(韓国)

### 出場大会など
- 2005年 東アジア選手権

### 試合数
- 国際Aマッチ 5試合 0得点(2005年 - 2006年)

| 日本代表 | 国際Aマッチ | 国際Aマッチ |
| 年       | 出場        | 得点        |
| -------- | ----------- | ----------- |
| 2005     | 3           | 0           |
| 2006     | 2           | 0           |
| 通算     | 5           | 0           |

### 出場
| No. | 開催日         | 開催都市 | スタジアム                         | 対戦相手       | 結果 | 監督   | 大会                   |
| --- | -------------- | -------- | ---------------------------------- | -------------- | ---- | ------ | ---------------------- |
| 1.  | 2005年08月03日 | 大田     |                                    | 中華人民共和国 | △2-2 | ジーコ | 東アジア選手権         |
| 2.  | 2005年08月07日 | 大邱     |                                    | 韓国           | ○1-0 | ジーコ | 東アジア選手権         |
| 3.  | 2005年10月12日 | キエフ   |                                    | ウクライナ     | ●0-1 | ジーコ | 国際親善試合           |
| 4.  | 2006年02月18日 | 静岡県   | 静岡県小笠山総合運動公園スタジアム | フィンランド   | ○2-0 | ジーコ | キリンチャレンジカップ |
| 5.  | 2006年05月09日 | 大阪府   | 長居陸上競技場                     | ブルガリア     | ●1-2 | ジーコ | キリンカップ           |

## 註
1. ↑  鹿島と浦和の選手は2日前にJリーグの試合があった為。
2. ↑  “契約満了選手のお知らせ”.   大分トリニータ (2013年11月28日). 2013年12月1日時点のオリジナルよりアーカイブ。2013年12月22日閲覧。
3. ↑  “村井慎二選手 加入”.   コラソン千葉 (2014年3月19日). 2014年3月19日閲覧。
4. ↑  “ご報告。”.   村井慎二ブログ (2015年3月11日). 2015年3月11日閲覧。
5. ↑  ナビスコカップでのジェフホームゲームはホームスタジアムではない国立競技場であった上に、村井は東アジア選手権に参加した日本代表の一員だったため欠場した。